# 津南里
津南里始建于1933年，为坐落于当时的天津英租界的剑桥道（Cambridge Road）（今和平区重庆道）建筑组团，目前为一般保护等级历史风貌建筑。

## 历史
津南里始建于1933年，由奥地利建筑师鲁尔夫·盖苓设计，在当时为中南银行为职工建设的集合式住宅。目前，津南里分为重庆道津南里1-3号，重庆道53号，重庆道津南里7、8、9号，重庆道津南里10、11、12、13号共三幢历史风貌建筑。

## 建筑风格
津南里由三幢建筑形成组团，建筑均为三层混合结构楼房，设有地下室。临街建筑后接建四层，二层至四层设有铁艺栏杆凹式阳台，建筑外立面为硫缸砖清水墙，窗口上均设有出挑雨檐，窗间外立面为混水抹灰饰面，并横向连通形成装饰带。建筑街角处局部立面凸出，并设局部五层凸出屋面。

## 建筑图片

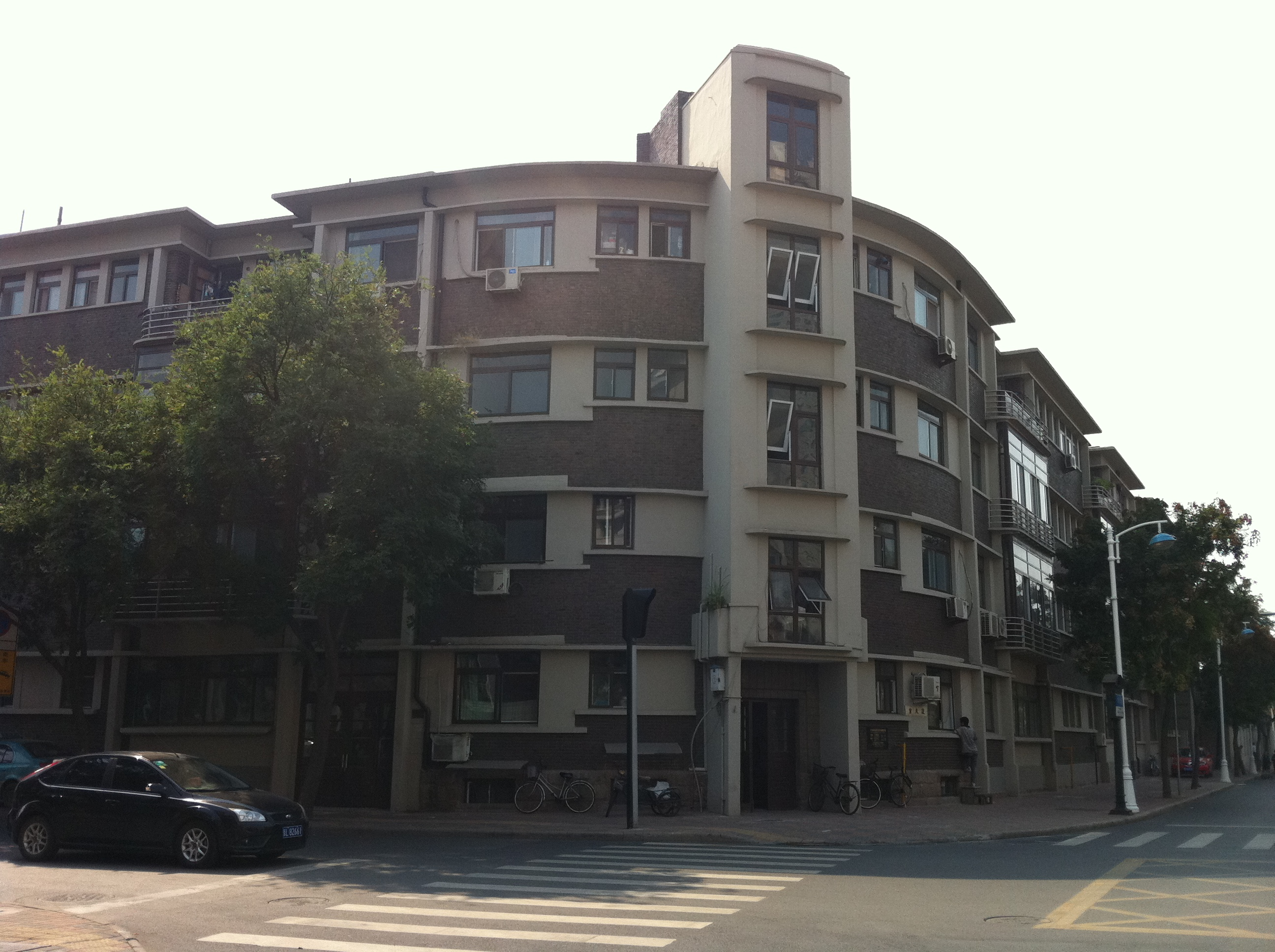
重庆道津南里1-3号，重庆道53号
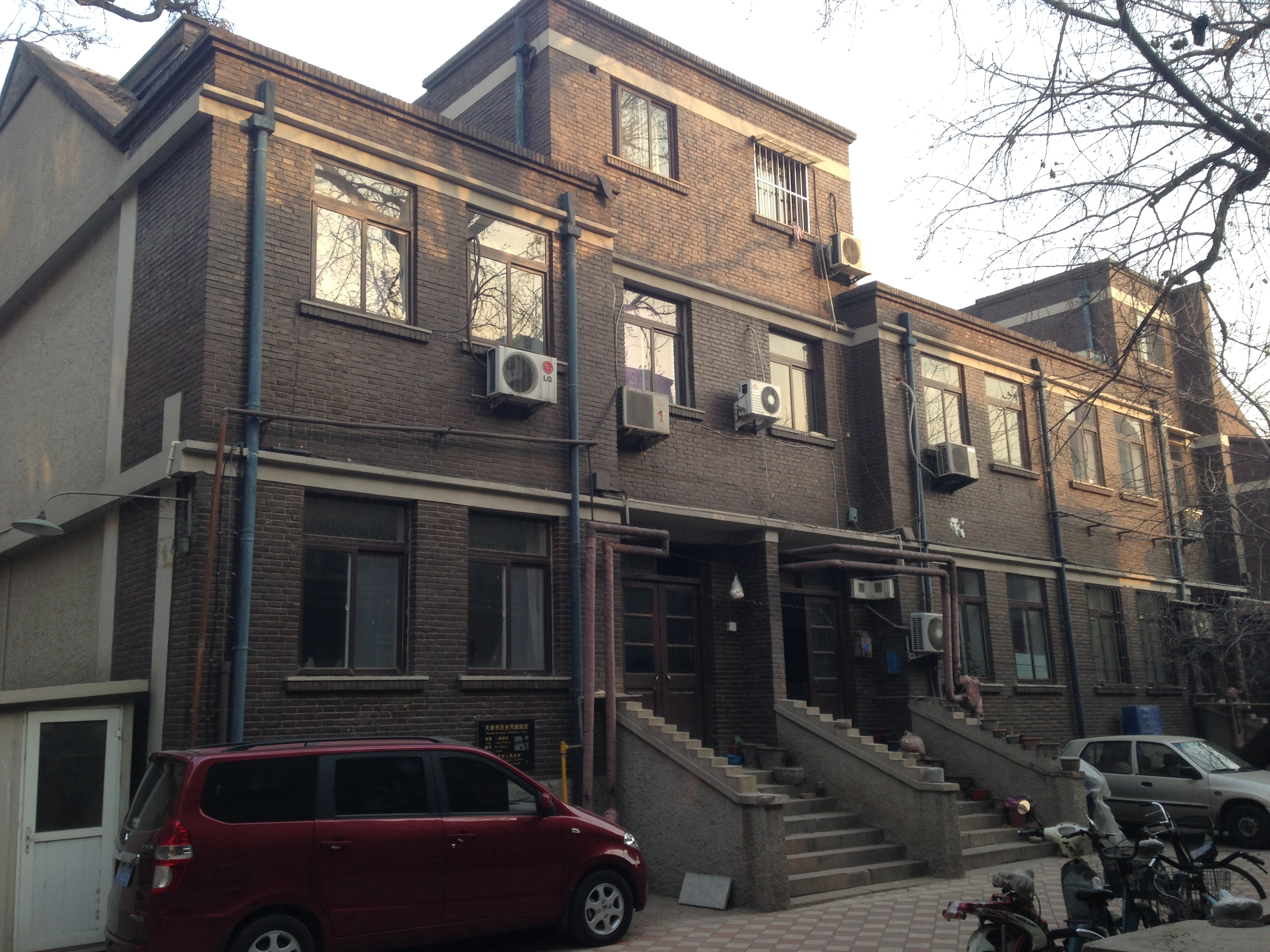
重庆道津南里7、8、9号
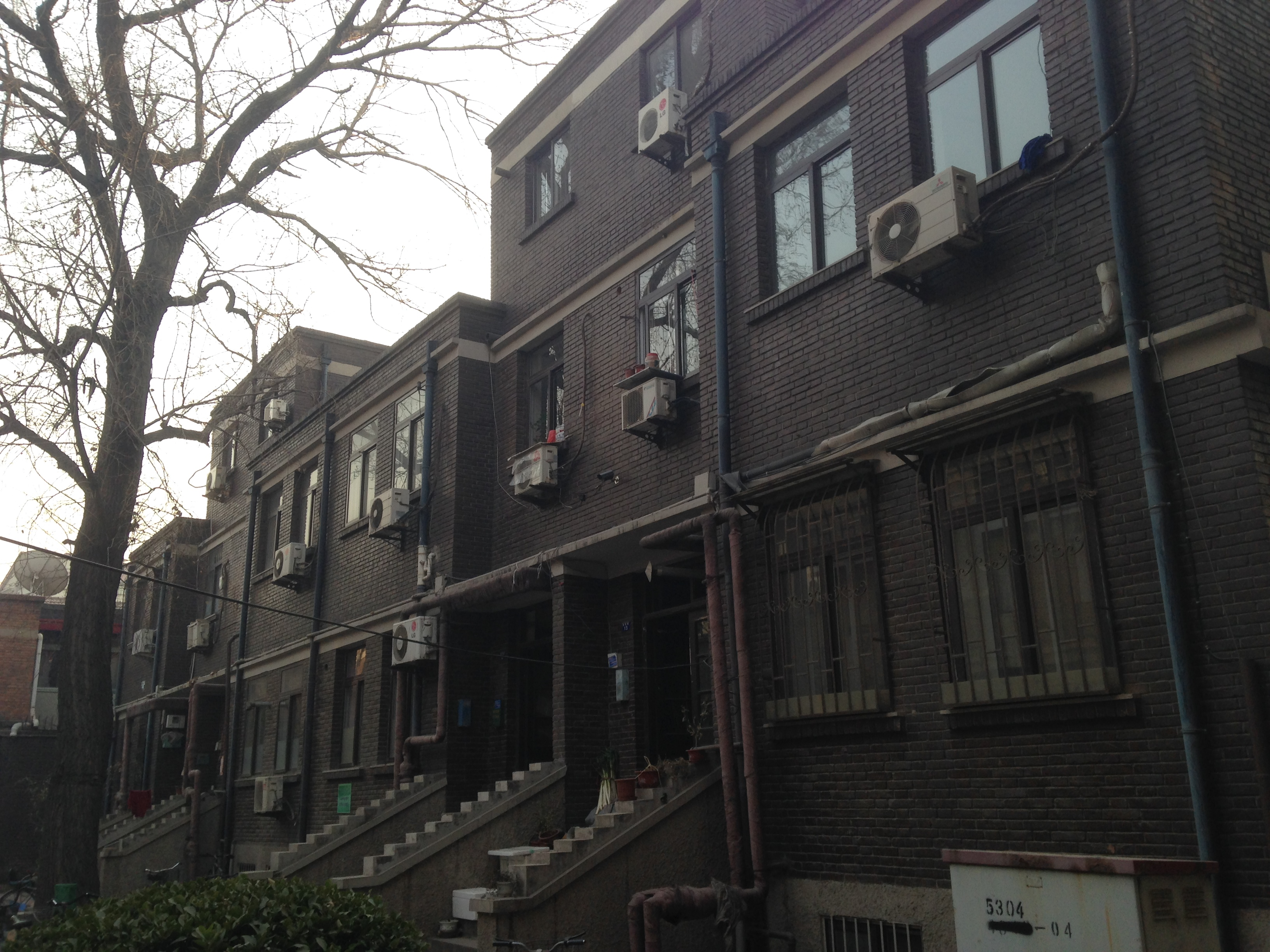
重庆道津南里10、11、12、13号
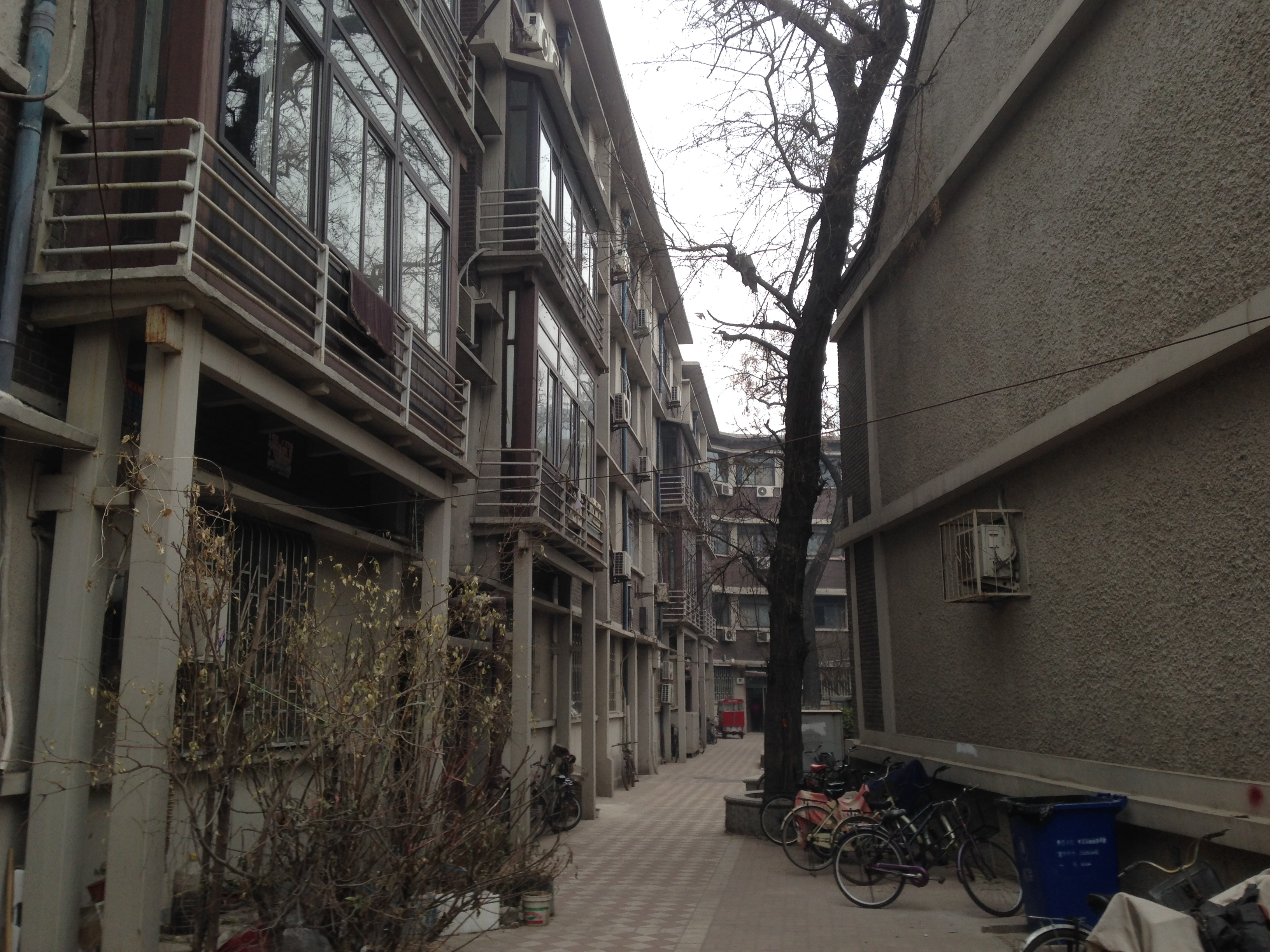
津南里内部